# Whakarapa (rivière)
La rivière Whakarapa  (anglais : Whakarapa River) est un cours d’eau de la région du  Northland dans l’Île du Nord de la Nouvelle-Zélande.

## Géographie
Malgré son nom, elle serait probablement mieux décrite comme étant le bras nord limoneux du mouillage d’Hokianga Harbor, qu’elle rencontre à 15 kilomètres au nord-nst de l’embouchure de ce dernier.